# All Over Town
All Over Town – amerykański film z 1937 w reżyserii Jamesa W. Horne’a.

## Obsada
- Ole Olsen jako Olsen
- Chic Johnson jako Johnson
- Mary Howard de Liagre jako Joan Eldridge
- Harry Stockwell jako Don Fletcher
- Franklin Pangborn jako The Costumer
- James Finlayson jako MacDougal
- Eddie Kane jako William Bailey
- Stanley Fields jako Kula
- D'Arcy Corrigan jako Davenport
- Lew Kelly jako Martin
- John Sheehan jako McKee
- Alan Ladd jako młody mężczyzna